# Семь вершин

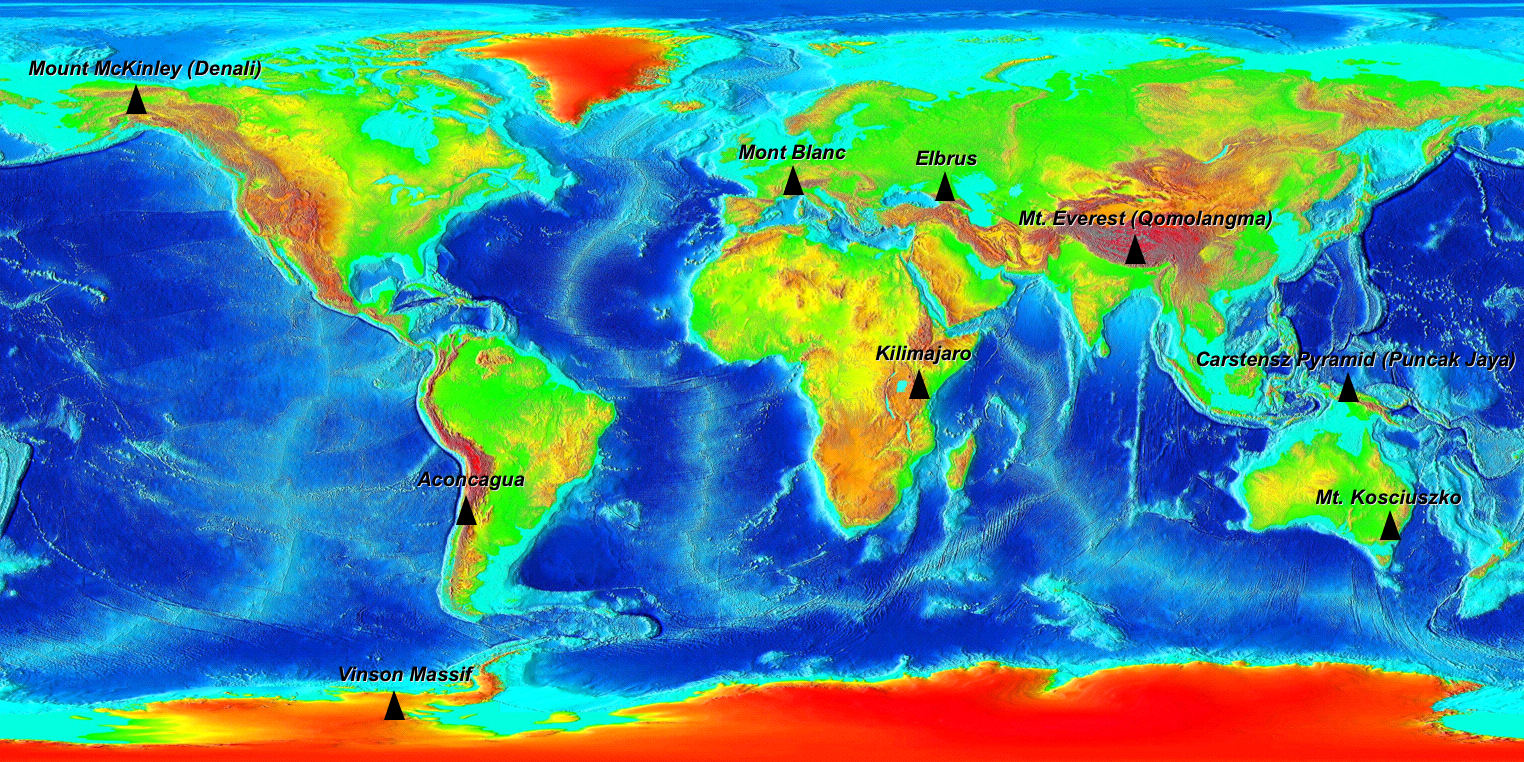
Семь вершин на карте высот мира

Семь вершин — высочайшие вершины всех частей света (Северная и Южная Америки считаются отдельно).
Следует отличать этот список, поделённый по частям света, от списка высочайших вершин Земли. Все сто самых высоких гор планеты находятся в Азии, в горных хребтах Гималаи, Каракорум и других, прилегающих к ним.

## Общая таблица
| Часть света      | Название           | Высота, м | Горный массив       | Страна         |
| ---------------- | ------------------ | --------- | ------------------- | -------------- |
| Азия             | Джомолунгма**      | 8848      | Гималаи             | Непал/КНР      |
| Южная Америка    | Аконкагуа          | 6962      | Анды                | Аргентина      |
| Северная Америка | Денали (Мак-Кинли) | 6190      | Аляскинский хребет  | США            |
| Африка           | Килиманджаро       | 5895      | Килиманджаро        | Танзания       |
| Европа*          | Эльбрус            | 5642      | Большой Кавказ      | Россия         |
| Европа*          | Монблан            | 4810      | Западные Альпы      | Франция/Италия |
| Антарктида       | массив Винсон      | 4892      | Элсуэрт             |                |
| Океания          | Джая               | 4884      | Маоке               | Индонезия      |
| Австралия        | гора Косцюшко      | 2228      | Австралийские Альпы | Австралия      |

* В зависимости от определения границы между Европой и Азией
** Высочайшая вершина Земли

## Варианты

### Австралия
Наивысший пик континентальной Австралии — гора Косцюшко (2228 м). Если же рассматривать всю Австралийскую плиту, высочайшей точкой окажется Джая на индонезийской половине острова Новая Гвинея (4884 м). Высочайшая вершина, расположенная на территории государства, целиком относящегося к Океании — гора Вильгельм в Папуа — Новой Гвинее (4509 м).

### Европа
В зависимости от разных определений европейского субконтинента кавказскую вершину Эльбрус (5642 м) относят или не относят к Европе. В последнем случае высочайшей точкой Европы считается Монблан (4810 м) в Альпах.

## Клуб семи вершин
Клуб семи вершин — неформальное объединение альпинистов, совершивших восхождения на высочайшие вершины шести континентов. Идея покорить все высочайшие вершины различных континентов Земли возникла в 1981 г. и с тех пор стала пользоваться популярностью.
Однако в определении того, что считать высшей точкой континента Австралия, есть разногласия. Если не учитывать другие вершины, кроме тех, которые расположены на континенте Австралии, то седьмой вершиной должен быть пик Косцюшко — высшая точка Австралии. Однако, если учитывать всю Австралию и Океанию, то высшей точкой следует признать пирамиду Карстенса — вершину высотой 4884 м, расположенную на острове Новая Гвинея.
Поэтому на сегодняшний день существует два варианта программы семь вершин: Программа с пиком Косцюшко и Программа с Пирамидой Карстенса. Основным вариантом программы 7 вершин признаётся вариант с Пирамидой Карстенса. По данным сайта, на котором ведётся статистика восхождений, 231 альпинист, в том числе 33 женщины, по состоянию на декабрь 2011 полностью завершили эту программу, 347 спортсменов покорили все 7 вершин хотя бы по одному варианту (либо по варианту с Карстенсом, либо по варианту с Косцюшко) и 118 альпинистов выполнили оба варианта программы 7 вершин.
В настоящее время всё большее число людей из разных стран мира стремятся взойти на высочайшие вершины всех континентов Земли. Статистика покорителей всех семи вершин по обеим версиям ведётся на сайте.

## Вторые семь вершин
Вторые семь вершин — вторые по высоте горы каждого из семи континентов.

## Третьи семь вершин
Третьи семь вершин — третьи по высоте горы каждого из семи континентов.